# Александр I Маврокордат
Александр I Маврокордат (молд. и рум. Александру I Маврокордат, греч. Αλέξανδρος Μαυροκορδάτος; 1742—1812) — господарь Молдавского княжества в 1782—1785 годах, прозванный Делибеем за свою хитрость. Фанариот.
Сын Константина Маврокордата и Екатерины Розетти, он наследовал в мае 1782 года Константину Мурузи, свергнутому Портой после интриг русского посла в Константинополе. Своим назначением он обязан тому же послу.
Маврокордат был смещён в январе 1785 года по требованию Райчевича, консула Австрии в Молдавии, который пожаловался правительству Османской империи на то, что Маврокордатос плохо принял его, представителя императора Священной Римской империи. Возможно, на самом деле это было связано с австро-российской борьбой за влияние в Молдавии: Габсбурги с 1775 года занимали Буковину, а русские цари хотели овладеть Буджаком и дельтой Дуная.
По словам Александра Стурдза, Маврокордат был известен своим «разносторонним и сложным характером», что дало ему турецкое прозвище «Делибей».
Умер в апреле 1812 года.